# Sica Sica
Sica Sica es una localidad y municipio de Bolivia, capital de la provincia de Aroma del departamento de La Paz al oeste de Bolivia. La mayoría de la gente se dedica a la agricultura y a la ganadería, al igual que a la pesca, por la presencia de numerosos ríos como el Kheto o la quebrada de Aroma, entre otros. Se encuentra 124 km al sudeste de la ciudad de La Paz al sudoeste de la Serranía de Sica Sica.

## Geografía
El municipio de Sica Sica se ubica en la provincia de Aroma del departamento de La Paz.
Tiene una superficie de 1.713 km² con tierras arenosas y franco-arenosas. Cuenta con un clima frío, con una temperatura anual de 9 °C promedio, y una precipitación pluvial en planicies y serranía de 380 mm y en cabecera de valle de 450 mm.
La región presenta un relieve que oscila entre los 4.700 y 3.100 m s. n. m., con una altitud promedio de 3.850 m s. n. m. Presenta pisos ecológicos de planicies, serranías y cabeceras de valle.
| Noroeste: Municipio de Patacamaya          | Norte: Provincia de Loayza             | Noreste: Provincia de Loayza   |
| Oeste: Municipio de Umala                  |                                        | Este: Provincia de Loayza      |
| Suroeste Provincia de Gualberto Villarroel | Sur: Provincia de Gualberto Villarroel | Sureste: Departamento de Oruro |

## Economía
La producción agrícola del municipio de Sica Sica está constituida por: patatas, oca, quinua, qañawa, cebada y pastos naturales. La ganadería de la región está conformada por el ganado vacuno criollo, llamas, alpacas y ovinos destinados para el consumo local.
La artesanía textil es otra actividad económica practicada por los pobladores, desarrollada en menor proporción, con tejidos como ponchos y frazadas.

## Demografía
De acuerdo con el censo boliviano de 2024, la población del municipio de Sica Sica es de 33 546 habitantes.
La población del municipio aumentó aproximadamente tres cuartas partes entre 1992 y 2024:
| Año  | Habitantes (municipio) | Habitantes (localidad) | Fuente     |
| ---- | ---------------------- | ---------------------- | ---------- |
| 1992 | 19.582                 | 1 618                  | Censo 1992 |
| 2001 | 26.818                 | 3 831                  | Censo 2001 |
| 2012 | 31.054                 | 3 086                  | Censo 2012 |
| 2024 | 33.546                 |                        | Censo 2024 |